# سفارة الإكوادور في اليابان
سفارة الإكوادور في اليابان هي أرفع تمثيل دبلوماسي لدولة الإكوادور لدى اليابان. تقع السفارة في ميناتو وهي تهدف لتعزيز المصالح الإكوادورية في اليابان.

## وصلات خارجية
- قائمة سفارات الإكوادور
- قائمة السفارات في اليابان